# 诺基亚808 PureView

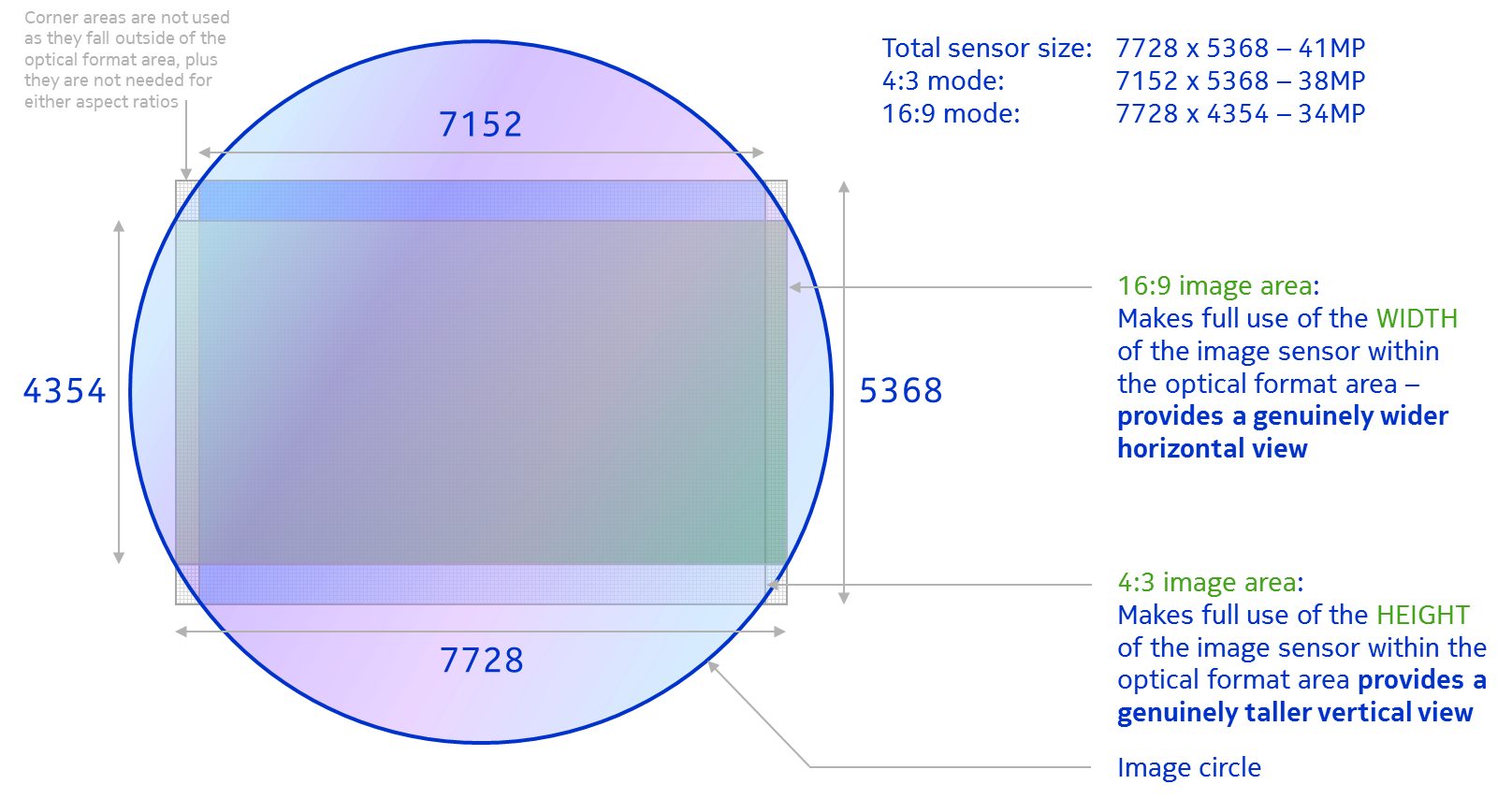
PureView Pro 传感器的成像圈16:9以及4:3的图像范围

诺基亚808 纯景（Nokia 808 PureView）是一款基于Nokia Belle（既原Symbian Belle）系统的智能手机，2012年2月27日于全球移动通讯大会上宣布。这是首款使用诺基亚PureView技术的智能手机，这种像素采样技术可以实现更高的清晰度和感光度，并支持无损变焦。
诺基亚808拥有4100万像素的1/1.2英寸传感器和一个高分辨率f/2.4 Zeiss全非球面1组镜头。其传感器於2014年以前為照相手机中尺寸最大，分辨率最高的，此纪录之前由诺基亚N8保持，其传感器尺寸比N8大了2.5倍。2014年，由擁有1英吋感光元件之Panasonic Lumix DMC-CM1取代Nokia 808 PureView感光元件最大之照相手機的寶座，不過其解析度僅2010萬畫素，仍低於後者。
诺基亚808赢得了移动通信世界大会2012“Best New Mobile Handset, Device or Tablet”奖，还有技术影像出版协会2012年最佳影像创新奖。
2013年1月24日，诺基亚在自己2012年第四季度财报上显示：诺基亚808成为了诺基亚最后一台采用Symbian系统的手机。

## 外部鏈結
- Nokia: PureView imaging technology - Whitepaper（页面存档备份，存于）
- Nokia: Nokia 808 PureView Device Details

Template:Symbian platform